# Heinrich von Huntingdon
Heinrich von Huntingdon (Latein Henricus Huntindoniensis; * um 1088 – † um 1157) war ein englischer Geschichtsschreiber des 12. Jahrhunderts. Er ist der Autor einer Geschichte Englands, der Historia Anglorum, und „der wichtigste anglo-normannische Historiker, der aus dem Weltklerus hervorging.“ Er diente als Archidiakon von Huntingdon. Die wenigen bekannten Details von Heinrichs Leben stammen aus seinen eigenen Werken und aus einer Reihe von offiziellen Aufzeichnungen. Er wurde am wohlhabenden Hof von Robert Blouet, Bischof von Lincoln, erzogen, der sein Gönner wurde. Auf Ersuchen von Bloets Nachfolger Alexander begann Heinrich, seine Historia Anglorum zu schreiben, die erstmals um 1129 veröffentlicht wurde und einen Bericht über die Geschichte Englands von den Anfängen bis zum Jahr 1154 enthält.

## Leben
Heinrich wurde um 1088 geboren und starb um 1157. Er folgte 1110 seinem Vater Nicholas als Archidiakon des Bistums Lincoln. Keine persönliche Korrespondenz oder Anekdoten überlebten ihn und es scheint, dass niemand ihn für wichtig genug hielt, um ein Memorial zu schreiben. Das Wissen um sein Leben hängt von ein paar Notizen ab, die in seiner eigenen Arbeit und an einigen Stellen, an denen er seinen Namen im Rahmen seiner offiziellen Pflichten hinterlassen hat, verstreut sind. Die Identität seiner Mutter ist unbekannt, allerdings war sie wahrscheinlich Engländerin und keine Normannin, da Englisch Heinrichs Muttersprache war.  Sein Vater Nicholas, der erste Archidiakon von Huntingdon, hatte genug Einfluss auf den Bischof von Lincoln, um die Nachfolge seines Titels für seinen Sohn zu sichern, ein wesentliches Erbe für einen Mann, der noch nicht 30 Jahre alt war. Nicholas selbst war über dreißig Jahre lang bis zu seinem Tod 1110 Kanoniker in Lincoln gewesen.
Heinrich wurde als kleiner Junge in den Haushalt von Robert Bloet aufgenommen und wuchs im Luxus auf. Er lebte im Reichtum und Glanz von Englands reichstem bischöflichen Hof. Seine Erziehung gab ihm eine positive Sicht auf die Welt, aber in späteren Jahren wuchs in ihm ein Misstrauen dagegen, der Contemptus mundi, die Verachtung der Welt, ein Gefühl, das einen Großteil seiner späteren Werke umfasst. Bischof Bloets Nachfolger Alexander wurde aufmerksam auf Heinrichs Fähigkeiten und beschäftigte ihn häufig bei wichtigen Angelegenheiten, obwohl klar bleibt, dass Heinrich seinen Aufstieg der Schirmherrschaft von Bischof Bloet verdankte. Auf Wunsch von Bischof Alexander begann Heinrich, seine "Historia Anglorum" ("Die Geschichte der Engländer") zu schreiben. Der formelle Prolog seiner Historia, der an Bischof Alexander gerichtet war, war in einem blühend dichten, hohen Stil verfasst, der es ihm ermöglichte, sich selbst vorzuführen, bevor er sich hinter die Chronisten zurückzog, die er benutzt hatte. Er wurde als eine aufwändige Verteidigung der Geschichtsschreibung und zur Demonstration seines Bildungsgrades geschrieben.
Im Laufe der Jahre wuchs Heinrichs Verachtung für die Welt und wurde zum prägenden Geist seiner literarischen Arbeit und seines spirituellen Lebens. Während seiner Reisen bemerkte er, dass die Menschen mehr darum besorgt waren, auf ihre Habseligkeiten zu achten als auf sich selbst. Dies veranlasste ihn, ein langes Gedicht De contemptu visibilum („Von der Verachtung des Sichtbaren“) zu schreiben.
Heinrich war wie sein Vater ein verheirateter Priester, obwohl die Identität seiner Frau unbekannt ist. Das Paar hatte mindestens ein Kind, einen Sohn namens Adam, der später ein Schreiber wurde. Die Familie lebte im Dorf Little Stukeley bei der Stadt Huntingdon.
Insgesamt sind die wenigen bekannten Informationen über Heinrich konkret und suggestiv und deuten auf ein Leben hin, das in einer Zeit der persönlichen Zurückhaltung knapp unter den ersten Rängen von Eigentum und Talent gelebt wurde. Er erwähnt Lanfrank von Bec als "berühmt in unserer Zeit", was das Geburtsdatum von Heinrich einige Jahre vor 1089 legt, dem Jahr, in dem Lanfrank starb. Seine Historia Anglorum bricht 1154 mit dem Versprechen eines weiteren Buches für die neue Regierungszeit ab; da dieses Buch jedoch nie geschrieben wurde, kann davon ausgegangen werden, dass Heinrich kurz danach starb.

## Werke

### Historia
Heinrichs bemerkenswertestes Werk ist die Historia Anglorum. Er wurde von Bischof Alexander von Lincoln gebeten, eine Geschichte Englands von der frühesten Periode an zu schreiben und sie in die Neuzeit zu bringen, und beendete sie mit der Thronbesteigung Heinrichs II. von England im Jahr 1154. Es wurde angenommen, dass die Erstausgabe Ende 1129 und die zweite 1135, am Ende der Regierung von Heinrichs I. von England publiziert wurde. Er veröffentlichte neue Ausgaben im Laufe der Jahre, die abschließende fünfte Ausgabe, die 1154 herauskam, angeblich, um die Geschichte mit dem Tod von König Stephan zu beenden, womit er seine Historia in acht Büchern hinterließ. Es gibt Hinweise darauf, dass Heinrich nicht vorhatte, hier aufzuhören, und ein weiteres Buch zu seiner Reihe hinzufügen wollte, in dem er die Ereignisse der ersten fünf Regierungsjahre Heinrichs II. behandeln wollte. Dieses Buch wurde nie geschrieben, da Heinrich von Huntingdon zum Zeitpunkt der Thronbesteigung des Königs mindestens siebzig Jahre alt gewesen sein musste und wohl kurz darauf verstarb.
Heinrichs Talent für das Berichten von Details ist verantwortlich für unterhaltsame Momente, die aus der umlaufenden Legende und seiner eigenen fruchtbaren Vorstellungskraft stammen. Charles Warren Hollister erwähnt besonders die Anekdote von Königs Knuts Versagen beim Versuch, die Gezeiten per Befehl aufzuhalten, sowie Heinrichs I. Weigerung, der Anordnung seines Arztes zu folgen, das Essen von Neunaugen einzustellen. Solche Stellen machten seine Historia populär – es gibt 25 erhaltene Manuskripte – und banden seine Anekdoten fest in die Populärgeschichte ein. Da die Gefolgschaft des Bischofs häufig am königlichen Hof war, ist es jedoch durchaus möglich, dass Heinrich für viele der Anekdoten, die er beschreibt, ein Augenzeuge war. Diana Greenway stellt fest, dass die Details, die er über die königliche Familie preisgibt, generell sehr akkurat sind.
Die Historia Anglorum wurde erstmals 1596 von Henry Savile als Teil des Sammelbands Rerum Anglicarum Scriptores post Bedam praecipui gedruckt.
Heinrichs Quellen waren:
- Beda Venerabilis, Historia ecclesiastica gentis Anglorum für die Jahre bis 731.[2]
- Historia Brittonum (in der vatikanischen Rezension).[2]
- Paulus Diaconus’ Historia Romana für die römischen Kaiser, ebenso Eutropius und Aurelius Victor[2]
- Die Werke von Hieronymus und Gregor den Großen, mit denen Heinrich vertraut war.
- Saints’ Lives (insbesondere Buch 9).[2]
- Eine Abschrift der Angelsächsischen Chronik, die den Versionen C (Abingdon Chronicle II) und E (Peterborough Chronicle) ähnelte, darin auch das Gedicht zur Schlacht von Brunanburh, das er ins Lateinische übersetzte.
- Eine verlorene Fassung der Angelsächsischen Chronik, die er mit Johannes von Worcester teilte.[2] Diese Version enthielt eine ganze Reihe detaillierter und wertvoller Berichte über die Schlachten der sächsischen Invasionen in Großbritannien, die nur in Heinrichs Historia erhalten sind.
- Altenglische Gedichte, die er ins Lateinische übersetzte. Dies kann die Legende von König Knut und den Gezeiten sowie Material zu Siward, Earl of Northumbria einschließen.[2]
- Altfranzösische Lieder zur Geschichte der Normannen.[2]

### Andere Werke
Als Autor zeichnete sich Heinrich in seiner Jugend dadurch aus, dass er Gedichte schrieb, darunter acht Bücher mit Epigrammen, acht Bücher über die Liebe und dem sogenannten Anglicanus ortus, acht Bücher über Kräuter, Gewürze und Edelsteine, die durch ein medizinisches Thema verbunden sind. Von diesen sind zwei Epigrammbücher und die acht medizinischen Bücher erhalten, wobei letztere erst in der Neuzeit identifiziert wurden.
Der Anglicanus ortus wurde von Winston Black veröffentlicht als
- Anglicanus ortus: a Verse Herbal of the Twelfth Century (Toronto, Pontifical Institute of Mediaeval Studies, c2012, über Kräuter und Gewürze, Buch 1–6) bzw. als
- Henry of Huntingdon's lapidary rediscovered and his 'Anglicanus ortus' reassembled (Mediaeval Studies, Band 68, 2006, S. 43–87)

Heinrich schrieb einen Brief an Heinrich I. von England über die Nachfolge ausländischer Könige und Kaiser bis zu ihrer Zeit und einen anderen an einen Mann namens Warin, der einen Bericht über die alten britischen Könige enthielt von Brutus von Troja zu Cadwallader. Die benötigten Informationen erhielt Heinrich von einem Mönch aus der Abtei von Bec, wo Schriften von Geoffrey von Monmouth aufbewahrt wurden.
Henrys bemerkenswertester Brief war eine Trauerübung, die an seinen kürzlich verstorbenen Freund und Erzdiakonenkollegen der Diözese Lincoln, Walter von Leicester, gerichtet war und den Titel "De contemptu mundi" („Von der Verachtung der Welt“) trug und der nach darin enthaltenen Daten aus dem Jahr 1135 stammt.

## Beitrag zur Geschichte
Der Beitrag, den Heinrich von Huntingdon in die Geschichte einbrachte, kann nicht nur auf seiner Historia Anglorum beruhen, sondern muss auch seine Briefe umfassen. Alle diese Schriften bieten einen Einblick in die Denkweise derjenigen, die im 12. Jahrhundert lebten, und beleuchten, wie die damaligen Historiker die Geschichte aufzeichneten und mit ihren Kollegen korrespondierten. Heinrichs Vermächtnis bestand aus seinem eigenen Beitrag zur Geschichte Englands und seinen aufgezeichneten Gedanken und Ideen, wodurch eine wertvolle Perspektive auf die Denkweise seiner Zeit eröffnet wurde. Wie viele Historiker im Mittelalter sah Heinrich die Aufgabe von Geschichte darin, als moralisches Exempel zu dienen und Menschen sowohl aus höheren als auch aus niederen Gesellschaftsklassen eine Verhaltenslehre zu sein. In seinem Prolog äußert er die Hoffnung, dass seine Leser durch seine Historia zu besseren Menschen werden.

### Historia Anglorum
- Thomas Arnold (Hrsg.), "Historia Anglorum", The History of the English (1879, Latein) (Internet Archive online)
- Thomas Forester (Hrsg. und Übers.), The chronicle of Henry of Huntingdon. Comprising the history of England, from the invasion of Julius Cæsar to the accession of Henry II. Also, The acts of Stephen, king of England and duke of Normandy (1853) (Internet Archive online)

| Personendaten    | Personendaten                  |
| ---------------- | ------------------------------ |
| NAME             | Heinrich von Huntingdon        |
| ALTERNATIVNAMEN  | Henricus Huntindoniensis       |
| KURZBESCHREIBUNG | englischer Geschichtsschreiber |
| GEBURTSDATUM     | um 1088                        |
| STERBEDATUM      | um 1157                        |